# Ral·li de Sardenya
|  | No s'ha de confondre amb Ral·li de Sardenya (ral·li raid). |

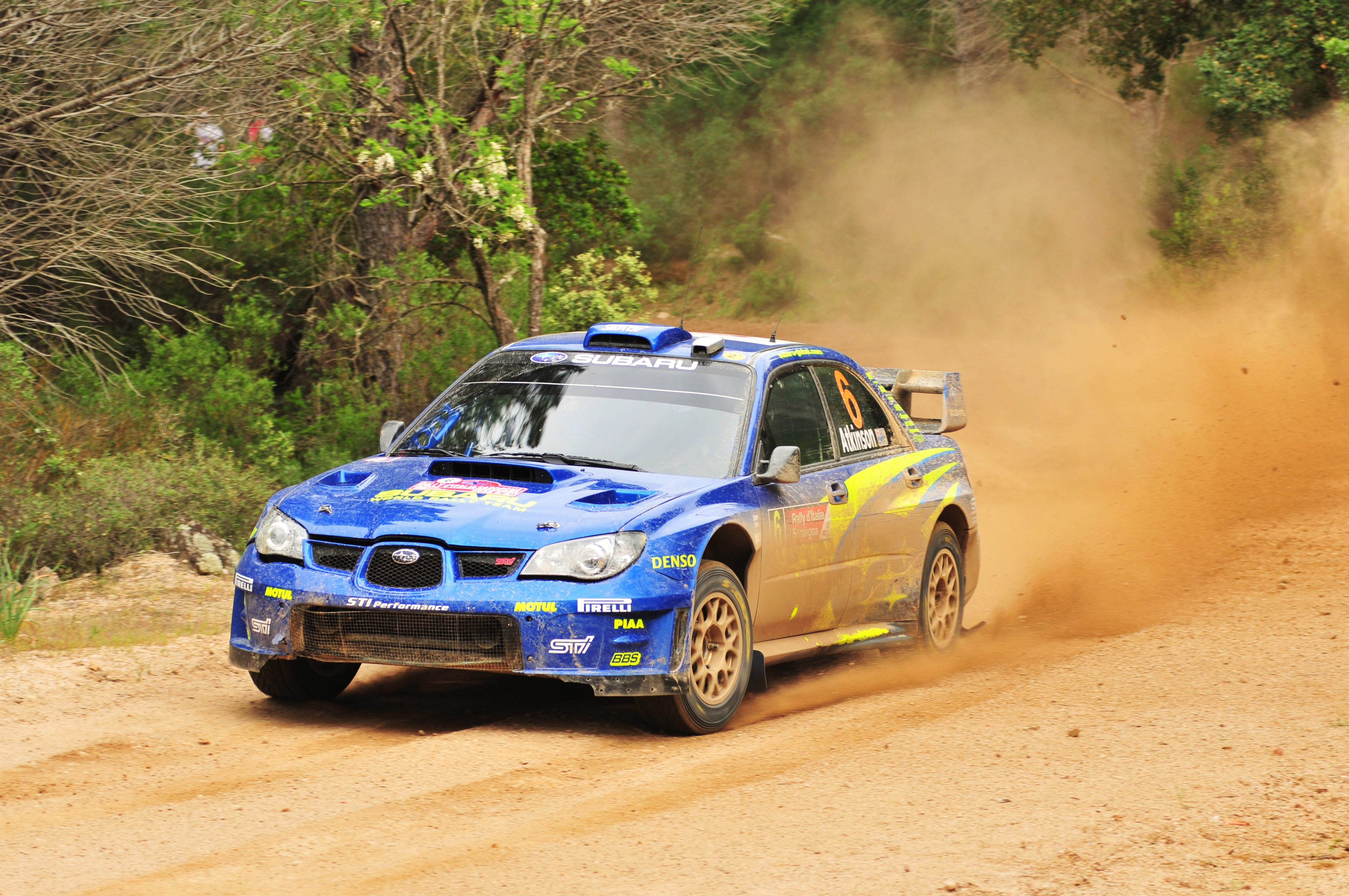
Chris Atkinson a l'edició del 2008.

El Ral·li de Sardenya (oficialment en italià: Rally d'Italia Sardegna) és un ral·li que es disputa des del 2004 a l'illa de Sardenya. Es disputa sobre grava, en camins estrets i irregulars, a les muntanyes que envolten la ciutat de l'Alguer.
L'esdeveniment va substituir el Ral·li de Sanremo com a prova italiana del Campionat Mundial de Ral·lis. La primera edició es va celebrar a l'octubre del 2004, al mateix temps que es corria habitualment el Ral·li de Sanremo, i a partir del 2005 es va començar a disputar al maig o juny. L'edició de l'any 2010 no va formar part del Mundial d'aquell any, però si del IRC.
Els pilots amb més victòries són els francesos Sébastien Loeb i Sébastien Ogier, amb quatre victòries cadascú, seguits del belga Thierry Neuville i l'estonià Ott Tänak, amb tres victòries cadascú.

## Guanyadors
A 3 de juny de 2024
| Any  | Edició                              | Pilot              | Copilot           | Cotxe                    | Camp. |
| ---- | ----------------------------------- | ------------------ | ----------------- | ------------------------ | ----- |
| 2004 | 1º Supermag Rally d'Italia Sardinia | Petter Solberg     | Phil Mills        | Subaru Impreza WRC       | WRC   |
| 2005 | 2º Supermag Rally d'Italia Sardinia | Sébastien Loeb     | Daniel Elena      | Citroën Xsara WRC        | WRC   |
| 2006 | 3º Rally d'Italia Sardinia          | Sébastien Loeb     | Daniel Elena      | Citroën Xsara WRC        | WRC   |
| 2007 | 4º Rally d'Italia Sardinia          | Marcus Grönholm    | Timo Rautiainen   | Ford Focus WRC           | WRC   |
| 2008 | 5º Rally d'Italia Sardinia          | Sébastien Loeb     | Daniel Elena      | Citroën C4 WRC           | WRC   |
| 2009 | 6º Rally d'Italia Sardinia          | Jari-Matti Latvala | Miikka Anttila    | Ford Focus WRC           | WRC   |
| 2010 | 7º Rally d'Italia Sardinia          | Juho Hänninen      | Mikko Markkula    | Škoda Fabia S2000        | IRC   |
| 2011 | 8º Rally d'Italia Sardinia          | Sebastien Loeb     | Daniel Elena      | Citroën DS3 WRC          | WRC   |
| 2012 | 9º Rally d'Italia Sardinia          | Mikko Hirvonen     | Jarmo Lehtinen    | Citroën DS3 WRC          | WRC   |
| 2013 | 10º Rally d'Italia Sardinia         | Sébastien Ogier    | Julien Ingrassia  | Volkswagen Polo R WRC    | WRC   |
| 2014 | 11º Rally d'Italia Sardinia         | Sébastien Ogier    | Julien Ingrassia  | Volkswagen Polo R WRC    | WRC   |
| 2015 | 12º Rally d'Italia Sardinia         | Sébastien Ogier    | Julien Ingrassia  | Volkswagen Polo R WRC    | WRC   |
| 2016 | 13º Rally d'Italia Sardinia         | Thierry Neuville   | Nicolas Gilsoul   | Hyundai i20 WRC          | WRC   |
| 2017 | 14º Rally d'Italia Sardinia         | Ott Tänak          | Martin Järveoja   | Ford Fiesta WRC          | WRC   |
| 2018 | 15º Rally d'Italia Sardinia         | Thierry Neuville   | Nicolas Gilsoul   | Hyundai i20 Coupe WRC    | WRC   |
| 2019 | 16º Rally d'Italia Sardinia         | Dani Sordo         | Carlos Del Barrio | Hyundai i20 Coupe WRC    | WRC   |
| 2020 | 17º Rally d'Italia Sardinia         | Dani Sordo         | Carlos Del Barrio | Hyundai i20 Coupe WRC    | WRC   |
| 2021 | 18º Rally d'Italia Sardinia         | Sébastien Ogier    | Julien Ingrassia  | Toyota Yaris WRC         | WRC   |
| 2022 | 19º Rally d'Italia Sardinia         | Ott Tänak          | Martin Järveoja   | Hyundai i20 N WRC Rally1 | WRC   |
| 2023 | 19º Rally d'Italia Sardinia         | Thierry Neuville   | Martijn Wydaeghe  | Hyundai i20 N Rally1     | WRC   |
| 2024 | 20º Rally d'Italia Sardinia         | Ott Tänak          | Martin Järveoja   | Hyundai i20 N Rally1     | WRC   |